# 埃阿尼爾一世
埃阿尼爾一世（Eärnil I），是英國作家約翰·羅納德·瑞爾·托爾金（J.R.R. Tolkien）的史詩式奇幻作品《魔戒三部曲》中的虛構人物。
他是剛鐸（Gondor）第十三任國王，任內攻佔了昂巴（Umbar），最終在海難中身亡。

## 名字
埃阿尼爾（Eärnil）一名來自昆雅語，是埃蘭迪爾（Eärendil）的簡稱，意思是「大海戀人」Lover of the sea。

## 總覽
埃阿尼爾是剛鐸的登丹人（Dúnedain）。他是塔卡揚（Tarciryan）的兒子，也是國王塔拉農·法拉斯特（Tarannon Falastur）的姪子與繼承人。不清楚他有沒有任何兄弟姊妹。他的兒子是其延迪爾（Ciryandil）。
他是剛鐸第十三任國王，因為上任國王沒有任何子女，故此由身為國王姪子的埃阿尼爾繼承。他是第二位「航海之王」（Ship-kings），任內帶領剛鐸走向盛世，大力建設海軍，並奪取了昂巴，使之成為剛鐸一大重鎮。
他生於第三紀元736年，死於936年，享年200歲。

## 生平
埃阿尼爾生於第三紀元736年，應該是在奧斯吉力亞斯（Osgiliath）出生。
913年，他的叔父塔拉農逝世，由埃阿尼爾繼位。他任內建設海軍和對外擴張，修復了佩拉格（Pelargir）的港口，並對昂巴進行海陸圍攻，最終在933年攻佔了該地。戰後，他將昂巴重建成一座巨大的港口和要塞。
第三紀元936年，一場暴風雨吹襲昂巴，埃阿尼爾與他的艦隊同被大海吞沒，結束了23年的統治，由他的兒子其延迪爾繼位。

## 資料來源
1. 1 2 3 4  《中土世界的歷史》 Vol.12《中土世界的民族》 "The Heir of Elendil"
2. ↑  .   [2011-10-30]. （原始内容存档于2011-10-16）.
3. 1 2 3 4 5  《魔戒三部曲》 2001年 聯經初版翻譯 附錄一帝王本紀及年表
4. ↑  《魔戒三部曲》 2001年 聯經初版翻譯 附錄二編年史

| 前任： 塔拉農·法拉斯特 | 剛鐸國王 | 继任： 色延迪爾 |